# Xanthoepalpus bicolor
Xanthoepalpus bicolor är en tvåvingeart som först beskrevs av Samuel Wendell Williston  1886.  Xanthoepalpus bicolor ingår i släktet Xanthoepalpus och familjen parasitflugor. Inga underarter finns listade i Catalogue of Life.